# قاسم طاهباز
قاسم طاهباز (زادهٔ ۱۲۹۵) سیاستمدار ایرانی است.
او نمایندهٔ حوزهٔ انتخابیهٔ شمیرانات در دورهٔ بیستم مجلس شورای ملی مدیر کیهان فرهنگی و یکی از صاحب‌امتیازهای مجلهٔ زن روز بود.